# 立野沙紀
立野 沙紀（たての さき、1994年〈平成6年〉11月13日 - ）は、日本の女優、歌手、タレント。東京都出身。

## 略歴
2016年8月7日にアーティスト部門に応募した「東京ガールズオーディション 2016 Powered by Ameba」(以下TGA16) において全国各地での3次審査までを通過した候補者が集まった東京での4次審査が行われ、応募総数20,407件の中から56名(アーティスト部門21名、モデル部門35名)のセミファイナリストに選出される。
2017年8月23日に草月ホールで行われた新劇団「劇団4ドル50セント」旗揚げの記者発表会で劇団員31名の1人としてお披露目される。記者発表会では、初めての演技とオリジナル楽曲「少年よ空を見ろ！」「愛があったら」の2曲を披露。また、プレ公演となる青山スパイラルホールでの秋元康原案・丸尾丸一郎脚本による舞台「18クラブ」(11月3日～11月5日)に出演することが発表される。8月28日「劇団4ドル50セント旗揚げ記念特番」で、初のSHOWROOM出演。9月16日に幕張メッセで開幕したファッション&音楽イベント「Rakuten GirlsAward 2017 AUTUMN/WINTER」のオープニングアクトにおいて「少年よ空を見ろ！」「愛があったら」の2曲を初めて一般に披露。9月25日 初のSHOWROOM個人配信を実施。 10月30日にPlayStation 4用ソフトウェア『コール オブ デューティ ワールドウォーII』の広告キャラクターとして劇団員の中の24名の1人に選ばれる。広告上での立野沙紀のキャッチコピーは『「最年長」の意地で、期待に応える。』。
2018年2月24日にAbemaTV「真夜中の映画祭」サポーターに選出され、『アカデミー賞獲ってほしかった！映画特集』で配信された「シティ・オブ・ゴッド」のコメントを担当。3月9日に演劇雑誌「えんぶ」で発表された『読者が選ぶえんぶチャート2017 俳優部門』で 第735位にランクイン。
2019年3月9日に演劇雑誌「えんぶ」で発表された『読者が選ぶえんぶチャート2018 俳優部門』で 第325位にランクイン。
2020年2月3日に雑誌「週刊プレイボーイ」(集英社)にて初グラビアを披露。3月9日に演劇雑誌「えんぶ」で発表された『読者が選ぶえんぶチャート2019 俳優部門』で 第754位にランクイン。4月26日にラジオ「オレたちゴチャ・まぜっ!〜集まれヤンヤン〜」(MBSラジオ)のヤンヤンガールズ12期生に就任し、初のラジオレギュラー出演を開始。9月7日に雑誌「週刊ヤングマガジン」(講談社)にて初めて雑誌表紙に掲載。10月3日に音楽バラエティ番組「音ボケPOPS」(TOKYO MX)にて、初のTVレギュラー出演を開始。10月16日公開の角川春樹最後の監督作品として映画化された「みをつくし料理帖」(東映)にて映画初出演。11月9日に初めての個人カレンダーとなる「立野沙紀 2021年卓上カレンダー」の発売を開始、11月12日・12月14日にネットサイン会を開催。12月24日に自身のtwitterで「艦隊これくしょん -艦これ-」艦娘遊撃隊の「春雨」として活動していることを報告。
2021年11月15日に2年続けての個人カレンダーとなる「立野沙紀 2022年卓上カレンダー」の発売を開始、11月18日にネットサイン会を開催。
2022年3月9日に演劇雑誌「えんぶ」で発表された『読者が選ぶえんぶチャート2021 俳優部門』で 第377位にランクイン。
2024年4月30日をもって劇団4ドル50セントを退団。同時にエイベックス・AY・ファクトリーを退所し、フリーランスでの活動を開始。9月9日に初のデジタル写真集『不機嫌な彼女』を発売。

## 出演

### 舞台
| タイトル                                                                              | 役柄                | 開催年月日・上演地（提供媒体）                                                            | 備考 |
| ------------------------------------------------------------------------------------- | ------------------- | ----------------------------------------------------------------------------------------- | --- |
| 劇団4ドル50セント プレ公演 『The Making of $4.50「夢を見たけりゃ、目を開けろ。」』    | （本人役）          | 2017年11月3日 - 5日 南青山 スパイラルホール                                               | 全3公演に出演 |
| 劇団4ドル50セント 旗揚げ本公演 『新しき国』                                           | 乾物屋 姉御 役      | 2018年2月8日 - 12日 新宿 紀伊國屋ホール                                                   | 全6公演に出演 |
| 劇団4ドル50セント 週末定期公演 Vol.1 『夜明けのスプリット』                           | アマノ 役           | 2018年6月30日 - 8月3日 新宿 KeyStudio                                                     | ・6月30日 甲組公演 初日 ・7月28日 甲組公演 千穐楽 ・7月28日 - 29日、8月3日 各組公演とシャッフル公演の千穐楽におけるカーテンコールでの楽曲披露 (注) 8月3日シャッフル公演に選抜されたが都合により辞退   |
| 劇団4ドル50セント 週末定期公演 Vol.2 『夜明けのスプリット』                           | イモコ 役           | 2018年8月11日 - 9月14日 新宿 KeyStudio                                                    | ・8月18日 甲組公演 2日目 ・9月2日 甲組公演 4日目 ・9月8日 - 9日 各組公演の千穐楽におけるカーテンコールでの楽曲披露 ・9月14日 シャッフル公演 千穐楽後のミニライブ                                      |
| 劇団4ドル50セント 第2回 本公演 『ピエロになりたい』                                   | フランキー 役       | 2018年11月22日 - 12月2日 有楽町 オルタナティブシアター                                    | 全14公演に出演 |
| 劇団4ドル50セント スマホドラマ 『劇場版 あなたがいなくて僕たちは』                    | （本人役）          | 2019年7月3日 - 7日 原宿駅前ステージ                                                       | 全8公演に出演 |
| 劇団4ドル50セント×柿喰う客 コラボ公演 『アセリ教育』                                  | 神童ウメ 役         | 2020年1月31日 - 2月9日 DDD青山クロスシアター                                              | 全8公演に出演 他の出演者：福島雪菜、前田悠雅、岡田帆乃佳、湯川玲菜、隅田杏花（以上5名 劇団4ドル50セント） 牧田哲也、加藤ひろたか、齋藤明里、永田紗茅（以上4名 柿喰う客） 小松準弥、広川碧、平田裕一郎 |
| 劇団4ドル50セント×劇団時間制作 8月オンライン OPENREC.tv公演 『大人になる、には』      | 高見裕子 役         | 2020年8月5日 - 6日 、19日 - 21日 動画コミュニティプラットフォーム「OPENREC.tv」にて生配信 | 全7公演に出演 |
| 舞台『キューティーハニー The Live 秋の文化祭!!!』                                     | キャンディクロー 役 | 2020年9月30日 - 10月4日 シアター1010                                                      | 全9公演に出演 |
| IZAMANIAX（ベニバラ兎団）プロデュース 舞台『左ききのエレン』 ～横浜のバスキア篇～     | 岸あかり 役         | 2020年11月25日 - 29日 横浜市泉区民文化センター テアトルフォンテ                           | 当初、2020年4月1日 - 5日までDDD青山クロスシアターで上演予定だったが、2019新型コロナウイルスの影響により公演時期・劇場を変更して上演 全8公演に出演                                                     |
| 劇団4ドル50セント 『劇団4ドル50セントとろりえの年末』                                 | みほ 役             | 2020年12月23日 - 29日 中目黒キンケロ・シアター                                            | 「みかんチーム」で6公演に出演 |
| IZAMANIAX（ベニバラ兎団）プロデュース 舞台『左ききのエレン』 ～バンクシーのゲーム篇～ | 岸あかり 役         | 2021年1月21日 - 24日 六行会ホール                                                         | 全6公演に出演 |
| 舞台『キューティーハニー CLIMAX』                                                     | キャンディクロー 役 | 2021年6月16日 - 20日 シアター1010                                                         | 2019新型コロナウイルスの影響により 6月16日17:30、6月17日12:00の2公演を中止して6公演を上演 上演された全6公演に出演                                                                                     |
| ベニバラ兎団 本公演Vol.27 『STARGAZER』                                               | ロディニア 役       | 2021年11月11日 - 14日 六行会ホール                                                        | 全6公演に出演 |
| 舞台『フラガール -dance for smile-』                                                  |                     | 2022年5月14日 - 23日 新国立劇場中劇場                                                     | 全11公演に出演 |
| 舞台『NIGHT HEAD 2041-THE STAGE-』                                                    | 秋山唯 役           | 2022年7月1日 - 10日 シアターGロッソ                                                       | 全14公演に出演 |
| OFFICE SHIKA MUSICAL『私は怪獣－ネオンキッズ Live beat－』                            |                     | 2022年12月10日 - 18日 CBGKシブゲキ!!                                                      | 全13公演に出演 |
| C2機関「艦これ」舞台2025 【突入！礼号作戦1944】 presented by avex live creative inc.  | 松型駆逐艦 杉 役    | 2025年2月22日 - 3月2日 品川プリンスホテル クラブeX                                        | 当初発表された11公演、および特別拡張公演として追加された3公演の計14公演に出演 |
| SUGARBOY 6th."mini theater creation 2025" 『春醒』                                    |                     | 2025年5月21日 - 6月15日 下北沢OFF・OFFシアター （予定）                                   | 34公演に出演予定 |

### イベント
| タイトル | 開催年月日     | 会場                                                              | 備考 |
| --- | -------------- | ----------------------------------------------------------------- | --- |
| 新劇団「劇団4ドル50セント」旗揚げ 記者発表会                                                                | 2017年8月23日  | 草月ホール                                                        | |
| 劇団4ドル50セント 定期イベント Vol.1                                                                        | 2019年8月8日   | ユナイテッド・シネマ豊洲 スクリーン3                              | 他の出演者：うえきやサトシ、尾崎尉二、田代明、隅田杏花、岡田帆乃佳、長谷川晴奈、本西彩希帆、樹亜美、前田悠雅、國森桜、安倍乙、八鍬乃々、湯川玲菜、仲美海（以上 劇団4ドル50セント）                                                               |
| 劇団4ドル50セント 定期イベント Vol.6 ～あわてんぼうハロウィン～                                             | 2019年10月24日 | ユナイテッド・シネマ豊洲 スクリーン3                              | 他の出演者：長谷川晴奈、菅原麻由佳、國森桜（以上 劇団4ドル50セント） |
| 劇団4ドル50セント 定期イベント Vol.9 ～ドルセン歌謡祭2019～                                                 | 2019年12月5日  | ユナイテッド・シネマ豊洲 スクリーン3                              | 他の出演者：田代明、長谷川晴奈、谷口愛祐美、樹亜美、前田悠雅、菅原麻由佳、中村碧十（以上 劇団4ドル50セント） |
| 立野沙紀 2021カレンダー ネットサイン会                                                                      | 2020年11月12日 | Instagram 立野沙紀公式アカウントにて配信                          | |
| 立野沙紀 2021カレンダー ネットサイン会 第二弾                                                               | 2020年12月14日 | Instagram 立野沙紀公式アカウントにて配信                          | |
| 劇団4ドル50セント オンラインファンイベント2021                                                              | 2021年2月27日  | SHOWROOM 劇団4ドル50セント公式ルームにて配信                      | 他の出演者：安倍乙、うえきやサトシ、岡田帆乃佳、尾崎尉二、國森桜、菅原麻由佳、隅田杏花、田代明、仲美海、中村碧十、長谷川晴奈、久道成光、堀口紗奈、前田悠雅、本西彩希帆、八鍬乃々（以上 劇団4ドル50セント）                                       |
| 劇団4ドル50セント ファンイベント2021夏                                                                      | 2021年8月1日   | MsmileBOX渋谷 SHOWROOM 劇団4ドル50セント公式ルームにて配信        | 他の出演者：安倍乙、うえきやサトシ、岡田帆乃佳、國森桜、菅原麻由佳、隅田杏花、田代明、仲美海、中村碧十、長谷川晴奈、久道成光、堀口紗奈、本西彩希帆、八鍬乃々（以上 劇団4ドル50セント）                                                           |
| HADO 劇団4ドル50セントCUP                                                                                   | 2021年8月23日  | Wow Liveアプリ、YouTubeチャンネル「HADOアイドルウォーズ」にて配信 | 他の出演者：岡田帆乃佳、中村碧十、田代明、本西彩希帆、尾崎尉二、堀口紗奈、安倍乙、前田悠雅、久道成光（以上 劇団4ドル50セント） |
| 安倍乙＆立野沙紀 2022カレンダー対象ネットサイン会                                                           | 2021年11月18日 | 公式ネットサイン会Youtubeアカウントにて配信                       | 他の出演者：安倍乙 |
| 劇団4ドル50セント 年末イベント [第1部]劇団4ドル50セント 2021年ファンミーティング                            | 2021年12月26日 | MsmileBOX渋谷                                                     | 他の出演者：安倍乙、前田悠雅、本西彩希帆、長谷川晴奈、菅原麻由佳、田代明、八鍬乃々、堀口紗奈、隅田杏花、中村碧十、尾崎尉二、久道成光、うえきやサトシ、瀬谷直矢、宮嶋璃乃、森由姫、田中音江、小谷皐月、志賀愛咲、宮地樹（以上 劇団4ドル50セント） |
| 劇団4ドル50セント 年末イベント [第2部]劇団4ドル50セント 紅白歌合戦                                          | 2021年12月26日 | MsmileBOX渋谷                                                     | 他の出演者：安倍乙、前田悠雅、本西彩希帆、長谷川晴奈、菅原麻由佳、田代明、八鍬乃々、堀口紗奈、隅田杏花、中村碧十、尾崎尉二、久道成光、うえきやサトシ（以上 劇団4ドル50セント）                                                                   |
| 長谷川晴奈 バースデーイベント                                                                               | 2022年7月18日  | DESEO mini                                                        | 他の出演者：長谷川晴奈 |
| 4ドル50セントのファンミvol.4                                                                                | 2022年7月30日  | DESEO mini                                                        | 他の出演者：岡田帆乃佳、國森桜、仲美海、長谷川晴奈、堀口紗奈、前田悠雅 |
| 4ドル50セントのファンミvol.5                                                                                | 2022年8月7日   | DESEO mini                                                        | |
| Sunnyオフ会 秋のBBQツアー                                                                                   | 2022年10月29日 | 千葉県房総方面                                                    | 他の参加者：長谷川晴奈 |
| 立野沙紀バースデーイベント2022 ～たての、28歳になる。～                                                     | 2022年11月19日 | DESEO mini                                                        | |
| 立野沙紀 2023年カレンダー発売記念 オンラインサイン会                                                        | 2022年11月26日 | MUVUS公式ネットサイン会YouTubeにて配信                            | |
| 映画「ストレージマン」公開初日舞台挨拶登壇                                                                  | 2023年5月20日  | 池袋シネマ・ロサ                                                  | |
| C2機関 舞鶴遠征「艦これ」公式コラボ【Operation MAIZURU Expedition 2023】 -C2機関“1MYB”特別ライブin MAIZURU- | 2023年10月1日  | 海上自衛隊 舞鶴航空基地                                           | |
| 「立野沙紀 2024卓上カレンダー」発売記念イベント                                                             | 2023年11月4日  | HMV&BOOKS SHIBUYA 6Fミュージアム隣接スペース                      | |
| 立野沙紀バースデーイベント 立野20代最後の生誕イベントだよ、全員集合！                                       | 2023年11月19日 | 池袋LiveHouse mono                                                | |

### 映画
- みをつくし料理帖（2020年10月16日公開 角川春樹 製作・監督　東映配給）
- ストレージマン（2023年5月20日公開 萬野達郎監督 MANTRIX PICTURES＝Cinemango製作・配給）

### テレビ
- ドラマ
- 明日の約束 第6話 - 第9話（2017年11月21日 - 12月12日、関西テレビ制作・フジテレビ系列） - 望月朱里 役[19][20][21][22][23]
- 刑事ゆがみ 第8話（2017年11月30日、フジテレビ系列） - 受け子 役[24]
- やれたかも委員会（2018年4月22日 - 6月17日、毎日放送制作・TBS系列） - 秘書・椎名 役[25][26][27][28]
- いつかこの雨がやむ日まで（2018年8月4日 - 9月29日、東海テレビ制作・フジテレビ系列）- 吉岡菜穂 役[29]
- 花にけだもの ～Second Season～ 第3話 - 第5話（2019年8月26日 - 9月23日、フジテレビ系列） - 岩崎美里 役
- サレタガワのブルー 第6話（2021年8月17日、毎日放送制作・TBS系列） - 加賀 役
- 花嫁未満エスケープ 第2話（2022年4月8日 - 6月24日、テレビ東京制作・テレビ東京系列） - 木村奈津美 役
- 水ドラ25「キス×kiss×キス～メルティングナイト～」 episode.16「当てつけキス」(2022年12月16日)・episode.18「理想のキス」(2022年12月23日)・episode.19「ヤキモチキス」(2023年1月6日)、テレビ東京制作・テレビ東京系列
- 木ドラ24「ポケットに冒険をつめこんで」 第7話（2024年12月1日)・第9話（2024年12月15日)、テレビ東京制作・テレビ東京系列 - 工藤美登里の後輩 役

- バラエティ番組
- 音ボケPOPS（2020年10月3日 - 2021年3月27日、TOKYO MX） - レギュラー出演

- バラエティ番組内の再現VTR/再現ドラマへの出演
- 痛快TV スカッとジャパン（2018年1月22日、フジテレビ系列）「悪口がとまらない！全否定オンナを成敗」 - 朝倉恵 役[30][31]
- 直撃!シンソウ坂上（2018年4月19日、フジテレビ系列） 再現ドラマ「三菱銀行人質事件」 - 木村彩子 役[32][33]
- 坂上どうぶつ王国（2021年1月29日、フジテレビ系列）「親バカやりすぎ珍道中 番外編」 - VTRナビゲーター
- THE突破ファイル（2021年8月12日、日本テレビ系列） 再現VTR「白昼の恐怖！ショッピングモールに乱入した凶暴熊を捕獲せよ」 - りんたろー。の彼女 役
- キスマイ超BUSAIKU!?（2023年2月9日、フジテレビ系列）

### ラジオ
- オレたちゴチャ・まぜっ!〜集まれヤンヤン〜（2020年4月26日 - 2021年4月17日・2023年7月9日 - 2024年4月14日、 MBSラジオ） - ヤンヤンガールズ12期生としてレギュラー出演、同じ劇団4ドル50セント劇団員である15期生の森由姫の体調不良による休演に伴う代役で出演

### WEB配信
- ドラマ
- 花にけだもの ～Second Season～（2019年4月6日配信 - 4月13日配信 dTV/FOD 配信） - 岩崎美里 役（第3話～第5話に出演）
- smash.オリジナル ホラードラマシリーズ 「スマホラー」 還る （2021年5月21日配信開始）
- ひかりTVオリジナルドラマ「グッドモーニング、眠れる獅子」 - 白石萌々香 役（2022年4月23日配信開始）
- YouTubeドラマシリーズ東京彼女８月号「ペンライト・ラプソディ」第2話「令和の特定最前線！推しと匂わせ女と最終兵器」（2023年8月14日配信開始）

- スポーツ
- ミッドナイト競輪 （2020年10月8日から出演中 ABEMA）

- バラエティ
- 罵倒村（2025年5月13日配信開始、Netflix）

### 映像
- MUSIC VIDEO
- Break Heart <エルフリーデ> 第4弾 MUSIC VIDEO（2019年12月31日公開）
- そっと決めた言葉は <鈴木鈴木×高橋玄> （2021年6月2日公開）
- LAKILAKI WASABI <Candy Foxx> 7th Single（2021年8月8日公開）
- Bitter Lover <HAND DRIP>（2023年3月4日公開）
- 天使が降る街で逢いましょう <渓(kei)>（2023年12月6日公開）

- スペシャルムービー
- 映画「えんとつ町のプペル」OP主題歌「HALLOWEEN PARTY -プペルVer-」スペシャルムービー（ドラマ編）（2020年10月30日公開）

- 趣味
- YouTubeチャンネル「カメラをはじめよう」 写真さんぽ「逗子海岸で太陽の季節碑を撮ってみよう！」（2020年7月31日公開）
- YouTubeチャンネル「カメラをはじめよう」 写真さんぽ「カメラはじめます！」　劇団4ドル50セントの立野沙紀・仲美海がカメラを始めます！一眼レフ片手に写真さんぽ。（2020年7月31日公開）
- YouTubeチャンネル「カメラをはじめよう」 写真さんぽ【逗子海岸】カメラ初心者必見！カメラを持って風景を撮ってみよう！夏を感じる逗子海岸でカメラ女子が撮る！（2021年6月18日公開）
- YouTubeチャンネル「カメラをはじめよう」 写真さんぽ【小坪漁港】初の漁港でどんなドラマが待ち受けているのか！カメラ初心者女子たちが一眼レフでスナップ。お散歩写真の初心者向けです。一緒にカメラはじめませんか？（2021年12月19日公開）
- YouTubeチャンネル「カメラをはじめよう」 写真さんぽ【鎌倉小路】プロフォトグラファー清水隆行と一緒に立野沙紀・仲美海（劇団4ドル50セント）がチャレンジ！鎌倉の路地でスナップ！お散歩写真の初心者向けです。（2022年2月2日公開）

### 広告
- dTV（NTTドコモ） 「年末年始 dTV新作レンタル半額キャンペーン」Web CM出演（2019年12月18日配信開始）
- Belletia Paris イメージモデル（2020年9月3日 自身のインスタグラムで発表）
- メガネの愛眼「Aigan STYLE」オリジナルブランド「kohoro/pocop」イメージモデル（2020年10月11日 自身のインスタグラムで発表）
- リクルートが運営する不動産情報サイトスーモ web CM 「ふと、SUUMO」朝のハミガキ篇 出演（2021年3月14日配信開始）
- オーネットCM「最近変わった姉篇(登場編・日常編・レストラン編)」出演（WEB-CM:2023年4月26日放映開始・TV-CM:2023年5月5日放映開始）
- Metakozo アパレルモデル（2023年10月9日オンライン販売開始）

## 出版

### 写真集
- 写真集 艦娘遊撃隊 -「霧島」「明石」「春雨」-（2020年4月28日、KADOKAWA）

### デジタル写真集
- 不機嫌な彼女（2024年9月9日、集英社〈週プレ PHOTO BOOK〉、撮影：カノウリョウマ）[34]
- 素直な自分（2024年12月10日、光文社〈FLASHデジタル写真集〉、撮影：槇野翔太）[35]
- ハタチの誓い（2024年12月10日、光文社〈FLASHデジタル写真集〉、撮影：槇野翔太）[36]
- 世界が動き出す予感（2025年2月18日、扶桑社〈SPA!デジタル写真集〉、撮影：藤原宏）[37]
- ぷりぷりしないで♡ vol.1･2･3（2025年2月20日、講談社〈FRIDAYデジタル写真集〉、撮影：藤本和典）[38][39][40]

### カレンダー
- 立野沙紀 2021年卓上カレンダー（2020年11月9日、わくわく製作所）
- 立野沙紀 2022年卓上カレンダー（2021年11月15日、わくわく製作所）
- 立野沙紀 2023年卓上カレンダー（2022年11月26日、わくわく製作所）
- 立野沙紀 2024年卓上カレンダー（2023年10月28日、わくわく製作所）